# Уйданово
Уйда́ново (рос. Уйданово) — присілок у складі Первомайського району Томської області, Росія. Входить до складу Куяновського сільського поселення.

## Населення
Населення — 195 осіб (2010; 255 у 2002).
Національний склад (станом на 2002 рік):
- росіяни — 80 %